# 슈테판 크라프트
슈테판 크라프트(독일어: Stefan Kraft, 1993년 5월 13일~)는 오스트리아의 스키점프 선수로 2022년 동계 올림픽 라지힐 단체전에서 우승한 오스트리아팀의 일원이다. 세계 노르딕 스키 선수권 대회에서 금메달 3개를 획득했으며, 특히 2017년 세계 선수권 대회에서 노멀힐과 라지힐 두 종목 모두 우승하며 개인전 제패를 달성했다. FIS 스키점프 월드컵에서도 활약하여 개인종합 우승 2회 달성했으며, 2017년에 비케르순에서 스키점프 거리 세계 신기록을 수립했다.